# Савин, Антон Васильевич
Анто́н Васи́льевич Са́вин (укр. Антон Васильович Савін; род. 7 февраля 1990, Черкассы) — украинский футболист, полузащитник клуба «Мариуполь».

## Карьера

### Клубная
Воспитанник харьковского футбола. Карьеру начинал в «Газовике-ХГД». 2008 год провёл в криворожском «Горняке». В начале 2009 года перешёл в донецкий «Металлург», где играл в основном за молодёжный состав. 2 октября 2010 года дебютировал в Украинской Премьер-лиге, выйдя на замену после перерыва в матче против киевского «Арсенала». Летом 2011 года был арендован днепродзержинской «Сталью». Летом 2012 года разорвал контракт с «Металлургом» и пополнил ряды черновицкой «Буковины».
23 марта 2016 года был заявлен командой первой лиги «Горняк-Спорт» для участия в чемпионате, а до этого выступал за харьковский «Гелиос» и охтырский «Нефтяник». В июне 2016 года перешел в состав армянского клуба «Алашкерт», в составе которого играл в квалификации Лиги Чемпионов. В марте 2017 вернулся в Украину и подписал контракт с ПФК «Сумы», а сезон 2017/18 начал в «Полтаве», с которой по окончании сезона получил серебряные награды первой лиги и право выступления в УПЛ. Затем снова играл за перволиговые «Сумы» и за «Полесье» (Житомир), которое тренировал уже хорошо ему знакомый тренер Анатолий Бессмертный.
В начале июля 2019 стал игроком ФК «Металлист 1925» (Харьков).

### В сборной
29 марта 2011 года провёл единственный матч за вторую молодёжную сборную Украины (1990 и 1991 года рождения) против молодёжной сборной Сербии, проведя на поле первый тайм.

## Достижения
- Обладатель Суперкубка Армении: 2016
- Серебряный призёр Первой лиги Украины: 2017/18
- Бронзовый призёр Первой лиги Украины: 2020/21